# Lijst van papiersoorten
Er bestaan veel soorten papier en karton.
Men kan deze op verschillende manieren onderverdelen.

## Verdeling naar gebruik

### Grafische papieren
- Bijbelpapier
- Blauwdrukpapier
- Boekdrukpapier
- Coated papier
- Drukpapier
- Etspapier
- Gekleurd papier
- Glanzend papier
- Halfmat papier
- Kantoorpapier
- Kopieerpapier
- Krantenpapier
- Mat papier
- MC mat (machine coated)
- MC gesatineerd (machine coated)
- Printerpapier
- Steenpapier
- Stencilpapier
- Uncoated papier
- Wit papier

### Hygiënische en sanitaire papieren
- Industrieel reinigingspapier
- Keukenrol
- Luier
- Tissue
- Toiletpapier

### Kunstenaarspapier
- Aquarelpapier
- Houtvrij papier
- Overtrekpapier
- Passepartoutkarton
- Schilderkarton
- Tekenkarton
- Tekenpapier
- Zuurvrij papier

### Schrijfpapier
- Boekhoudpapier - Papier dat is ingedeeld in kolommen, waaronder kolommen voor geldbedragen met voor elk cijfer een rechthoekje dat hoger dan breed is[1] (nogal ouderwets, omdat een spreadsheet of boekhoudprogramma handmatig rekenen onnodig maakt).
- Briefpapier
- Kalligrafiepapier
- Lijntjespapier
- Muziekpapier
- Post-it
- Ruitjespapier - Hiermee wordt meestal papier bedoeld met het lijnenpatroon van een regelmatige betegeling met vierkanten met een zijde van 0,5 of 1 cm.
- Millimeterpapier

### Schrijfmachinepapier
- Carbonpapier
- Doorslagpapier
- Typepapier

### Verpakkingspapier
- Archiefpapier
- Inpakpapier
- Kraftpapier
- Oliepapier
- Vetvrij papier

### Overige
- Bakpapier
- Behang
- Eetbaar papier
- Isolatiepapier
- Maculatuur
- Oudpapier
- Perkament
- Ringbandpapier
- Rijstpapier
- Sigarettenpapier
- Veiligheidspapier
- Waardepapier
- Washi

## Verdeling naar oppervlaktebehandeling
- Gestreken
- Ongestreken

## Verdeling naar vezelsoort of -behandeling
- Houthoudend
  - Houtslijp
  - TMP - Thermo mechanical pulp
- Chemische pulp
  - Sulfaat, met natriumhydroxide (Natronloog)
  - Sulfiet, met natriumbisulfiet
- Deink, oftewel gerecycled,
- Kringlooppapier
- Semi chemische pulp
  - BCTMP - Bleached chemical thermo mechanical pulp
  - CTMP - Chemical thermo mechanical pulp

## Verdeling naar bleking
- Gebleekt
  - Chloorgebleekt
  - ECF (elementair chloorvrij)
  - TCF (totaal chloorvrij)
- Ongebleekt

## Verdeling naar gewicht
- papier
  - 80 g
  - 100 g
  - 115 g
  - 130 g
  - 150 g
  - 170 g
- karton
  - 200 g
  - 250 g
  - 300 g

## Verdeling naar formaat
- A4 (papierformaat)
- Quarto
- Folio
- Zie ook: Papierformaat

## Verdeling naar aanbiedingswijze
- Blad
- Blok
- Bundel
- Pak
- Rol

## Karton
- Golfkarton
- Grijsboard
- Honingraat board
- Massiefkarton
- Maquettekarton
- Strokarton (bordkarton)
- Vouwkarton